# Deltorhinum bilobatum
Deltorhinum bilobatum är en skalbaggsart som beskrevs av François Génier 2010. Deltorhinum bilobatum ingår i släktet Deltorhinum och familjen bladhorningar. Inga underarter finns listade i Catalogue of Life.